# Manuel Gómez Morin
Manuel Gómez Morín (Batopilas, Chihuahua, México, 27 de febrero de 1897 - Ciudad de México, 19 de abril de 1972) fue un político mexicano que fundó el Partido Acción Nacional y fue rector de la Universidad Nacional Autónoma de México. Formó parte del célebre grupo Los Siete Sabios de México, miembros todos de la Sociedad de Conferencias y Conciertos, fundada para el fomento de la cultura en el ámbito universitario mexicano, y un importante legislador en temas de política monetaria.

## Datos generales
Nació en el Antiguo Mineral de Batopilas, ubicado en lo más recóndito de la Sierra Tarahumara, Chihuahua, México, el 27 de febrero de 1897. Su padre, Manuel Gómez Castillo, de Bustablado en Cantabria, murió a los 24 años cuando aún no cumplía su único hijo un año de edad, y su madre, Concepción Morín del Avellano —hija ella de inmigrante normando de apellido Morin y de madre de familia local distinguida—, era nativa de Parral, Chihuahua.
Su madre, viuda, liquidó el pequeño patrimonio y se trasladó a Parral alrededor de 1901. Partieron de allí rumbo a la ciudad de Chihuahua, en donde vivieron por corto tiempo. Posteriormente, buscando un mejor lugar para sacar adelante a su pequeño hijo, migraron a León, Guanajuato, en cuyo Colegio del Sagrado Corazón terminó Manuel sus estudios primarios, los cuales había iniciado en los colegios "Progreso", de Parral, Chihuahua, y "Palmore", de la ciudad de Chihuahua. Cursó los primeros años de preparatoria en la escuela de "María Inmaculada", fundada por el ilustre obispo de León, Guanajuato, Emeterio Valverde y Téllez.
A finales de 1913, se fueron madre e hijo a la Ciudad de México, en donde ingresó a la Escuela Nacional Preparatoria y terminó su bachillerato.

## Estudios y carrera académica
Estudió, durante los años de la Revolución mexicana, la licenciatura en derecho en la Escuela Nacional de Jurisprudencia de la Universidad Nacional de México. Fue discípulo de Antonio Caso y compañero y amigo de Daniel Cosío Villegas, Miguel Palacios Macedo y Vicente Lombardo Toledano. Como universitario, luchó por la autonomía de su alma mater. Obtuvo el título de abogado en 1918, a la edad de 21 años, fue titular de las clases de Derecho Político y de Derecho Constitucional, materias que empezó a impartir antes de titularse.
Perteneció a la generación conocida como 1915, fundó la Sociedad de Conferencias y Conciertos con Alfonso Caso, Vicente Lombardo Toledano, Antonio Castro Leal, Jesús Moreno Baca, Teófilo Olea y Leyva y Alberto Vásquez del Mercado, grupo que años después sería conocido bajo el nombre de los Siete Sabios.
Durante su paso por la Universidad Nacional, llevó diversos cursos de filosofía y letras en la Escuela Nacional de Altos Estudios de la misma institución. Adelantando materias (créditos escolares), hizo su carrera profesional en cuatro años, en lugar de los cinco años habituales, y fue el primero de los Siete Sabios de México en titularse.  Fue editorialista de El Heraldo de México.

## Carrera profesional
Empezó a practicar su carrera de abogado dos años antes de titularse, en el despacho del abogado Miguel Alessio Robles, ubicado en el edificio del Banco de Londres y México; ya titulado, instaló su oficina en el mismo edificio, la cual conservó hasta su muerte. Con excepción de los pocos años que trabajó en la Secretaría de Hacienda y como rector de la UNAM, vivió siempre de su trabajo como abogado, y alrededor de 1927 fue representante legal de la embajada soviética en diversos asuntos legales.
Entre 1925 y 1928 formó parte del Consejo de Administración del Banco de México, S.A., junto con los consejeros: Graciano Guichard, Alberto Mascareñas, Ignacio Rivero, Epigmenio Ibarra, Elías de Lima, Salvador Cancino y Carlos Zetina, con los cuales se encargó de la administración propiamente dicha del banco, pero también de aprobar los préstamos que solicitaban las diversas dependencias del gobierno federal, básicamente utilizados para llevar a cabo obra pública. En sus primeros años el Banco de México también tuvo funciones como cualquier banco comercial, por lo que aceptaba depósitos de particulares; incluso contaba con cajas de seguridad, pero también otorgaba créditos a organizaciones productoras, como la de los cañeros o a la de los henequeneros. Gómez Morín no estaba de acuerdo con que el Banco de México debía proceder de esa forma, argumentando que no era su función. Por esta razón, cuando los cañeros de la región de El Mante, cerca de la Huasteca tamaulipeca, solicitaron un nuevo crédito, todos los miembros del Consejo de Administración respondieron afirmativamente a la solicitud de crédito, pero Gómez Morín se opuso tajantemente, y en un arrebato renunció a su cargo. Si bien se presentaron en su casa varios concejales para convencerlo de que depusiera su actitud haciéndole ver que, si no otorgaban ese crédito, ello provocaría una severa crisis entre esos cañeros, Gómez Morín se mantuvo en su postura, por lo que se aceptó su renuncia en forma definitiva.
En 1936, formuló el proyecto jurídico para la constitución de la primera sociedad controladora (holding) que se organizó en México, denominada VISA, con domicilio en Monterrey.

## Fundador de El Banco Central (hoy Banco de México)
Tras la Revolución mexicana, los sistemas financiero y bancario mexicanos se encontraban en una situación que impedía el desarrollo de la nación en la posguerra, así que fue necesario capacitar al personal que se encargaría de la administración de la banca, así como de su operación.
El 10 de marzo de 1929, Manuel Gómez Morín, encabezando el Banco de México, fundó, al lado de otros reconocidos personajes de la época, la Escuela Bancaria del Banco de México, que impartía la capacitación a los funcionarios del banco. En el Banco de México formó parte del Consejo General, de 1925 a 1929, renunciando al cargo por oponerse a que el Banco otorgara créditos a los cañeros de El Mante, Tamaulipas, bajo el argumento de que no era esa la función del Banco; los otros consejeros no lograron convencerlo de que era algo necesario, para evitar la quiebra de los cañeros.[cita requerida] El préstamo se hizo.
Al año siguiente, se sumaron a la planta docente distinguidos profesores, como Miguel Palacios Macedo, los contadores Alfredo Chavero e Híjar, Julio Poulat y Alejandro Prieto Llorente.
En 1932, la Secretaría de Hacienda y Crédito Público suspendió las labores de la escuela, lo que llevó a que Manuel Gómez Morin, junto con otros profesores y miembros distinguidos de la sociedad, rescataran el proyecto original de la escuela, ahora en un régimen privado.
Manuel Gómez Morín redactaría la escritura formal de constitución de la Escuela Bancaria y Comercial, en donde iniciaron las labores de enseñanza oral y por correspondencia de la institución. Gómez Morín, junto con Eduardo Suárez Aránzolo, Miguel Palacios Macedo, Enrique González Aparicio, Alfonso Caso, Francisco González de la Vega, Ponciano Guerrero, Roberto Casas Alatriste, Tomás Vilchis, Alfredo Chavero e Híjar, Alejandro Prieto Llorente, Julio R. Poulat, Mario Domínguez, Rafael B. Tello, Alejandro Carrillo y Agustín Loera y Chávez.
Manuel Gómez Morín permaneció ligado a la Escuela Bancaria y Comercial durante varios años como profesor de legislación bancaria y continuamente asistía a la escuela para encabezar ceremonias y actos solemnes que ligaban a la Institución con uno de sus más distinguidos fundadores.

## Rector de la UNAM
Tras la promulgación de la Ley Órganica de la Universidad Nacional Autónoma de México, fue nombrado rector por aclamación, el 23 de octubre de 1933. Este nombramiento fue ratificado por el 1.er Consejo Universitario autónomo, en el ejercicio de la nueva prerrogativa que le concedía la ley.
Durante su rectorado, tuvo que enfrentar una crisis económica, que trató de sortear mediante su habilidad y sus relaciones financieras y bajo el lema "Austeridad y Trabajo".
Elaboró el primer estatuto para normar la vida universitaria. Su exposición de motivos es una de las más claras expresiones del pensamiento de Gómez Morin sobre la propia universidad y sobre el ejercicio de la autoridad. Propone que la estructura de decisión y funcionamiento de la universidad sea una figura democrática en la que la comunidad universitaria entera, por medio de sus órganos y con los procedimientos que ella misma dicte, decida sobre todos sus asuntos, y plantea, como condición necesaria para este principio, una estructura de gobierno que garantice una vinculación permanente de todos los órganos de la comunidad con la comunidad misma.
Considerando la pertinencia del hecho para bien de la universidad y dados los problemas irresolubles con el gobierno, Gómez Morín presentó al Consejo Universitario una primera renuncia que, en principio, fue rechazada; el 26 de octubre de 1934 le fue aceptada una licencia por un mes, en la misma sesión en la que se ratificó su favor para el otorgamiento del doctorado honoris causa; al término de ese lapso, el Consejo Universitario aceptó su renuncia definitiva y nombró a un nuevo rector.
En 1944, fue llamado por el presidente de la República Manuel Ávila Camacho para formar parte de la junta de ex rectores y para que tomara provisionalmente el gobierno de la universidad. En 1945, fue nombrado miembro de la primera Junta de Gobierno de la UNAM.

## Carrera política

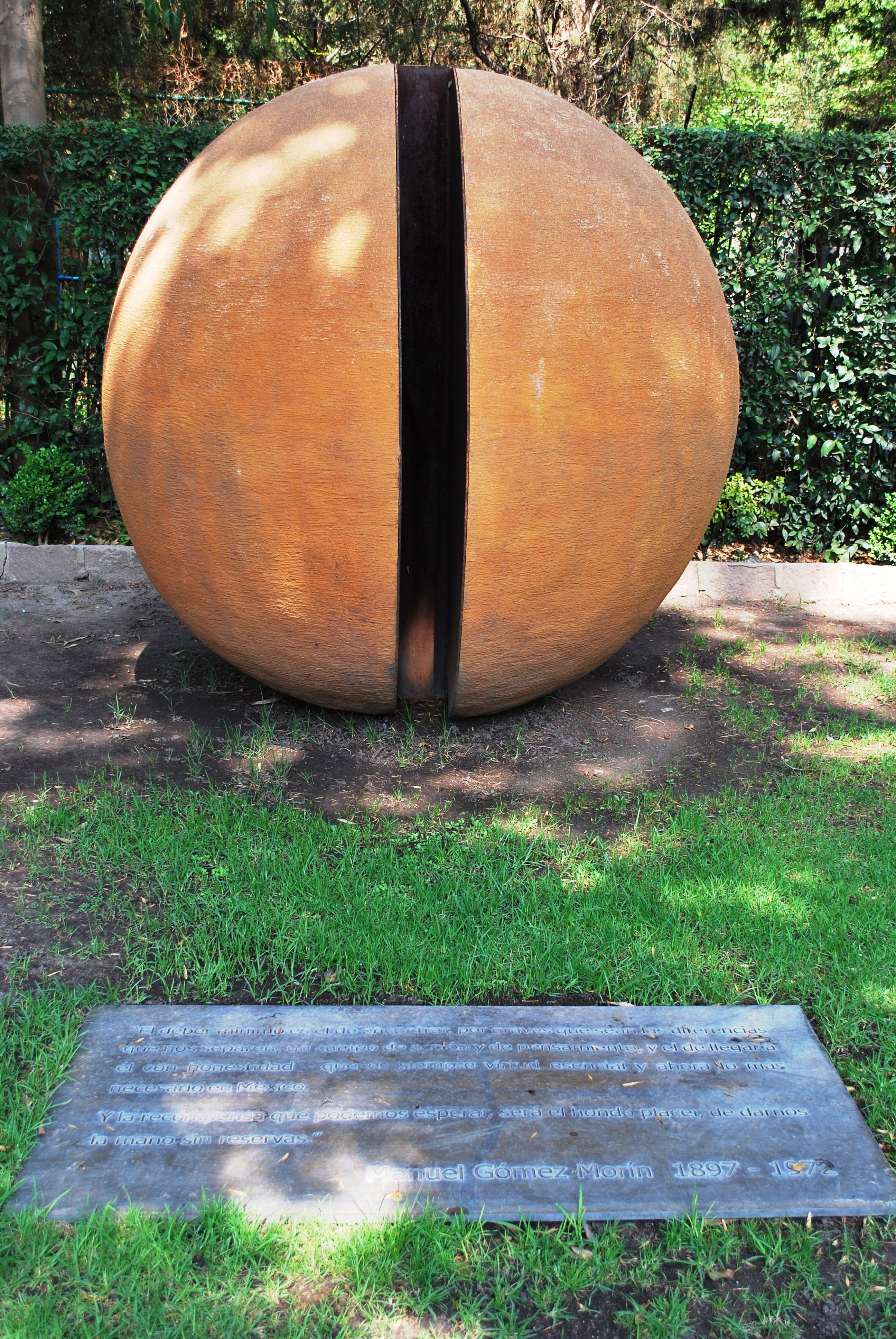
Sepulcro de Manuel Gómez Morín, en la Rotonda de las Personas Ilustres, en el Panteón Civil de Dolores, en la Ciudad de México.

Como funcionario, ocupó los cargos públicos de subsecretario de Hacienda, presidente del Consejo de Administración del Banco de México, miembro de la Comisión de Organización del Banco Nacional Hipotecario Urbano y de Obras Públicas (Banobras), y colaboró en la primera Comisión de Estudios sobre el Seguro Social.
Trabajó en el Consejo del Banco de México de 1925 a 1929. Fue creador, en 1926, de la primera Ley de Crédito Agrícola. Tuvo una importante participación en la elaboración de la Ley Constitutiva del Banco Único de Emisión (Banco de México), de instituciones de seguros y de las leyes orgánicas de los artículos 27 y 28 constitucionales, así como de diversas leyes monetarias.
El 15 de septiembre de 1939 fundó el Partido Acción Nacional, junto con Efraín González Luna, Roberto Cossío y Cosío, Juan Landerreche Obregón, Daniel Kuribreña, Juan José Páramo Castro, Bernardo Ponce, Francisco Fernández Cueto y Carlos Ramírez Zetina, y fue presidente del mismo desde 1939 hasta 1949. Sus planteamientos en aquel momento provenían principalmente de sus lecturas de José Ortega y Gasset y de Henri Bergson y, en menor medida, de Charles Maurras y de otros autores europeos de derechas.

## Fallecimiento
Manuel Gómez Morín falleció el 19 de abril de 1972 en la Ciudad de México a sus 75 años. Su cuerpo fue trasladado a la Rotonda de las Personas Ilustres el 27 de febrero del 2004. En su sepulcro, se colocó una esfera de piedra, honrada en su centro, cuya simetría simboliza el equilibrio de las convicciones democráticas del personaje.
En noviembre de 2013, le fue entregada la medalla Belisario Domínguez post mortem, el máximo reconocimiento otorgado por el Senado de México, la cual fue recibida por su hija, Margarita Gómez Morín de Romero de Terreros.

## Libros y ensayos
De entre la muy amplia colección de escritos de Manuel Gómez Morín, se sugieren los siguientes títulos:
- 1915 (1926)
- Crédito agrícola en México (1926)
- España fiel (1928)
- Ensayos "La Universidad" (1933-1934)
- La Nación y el Régimen (1940)
- Entrevistas con Manuel Gómez Morín, por James W. Wilkie y Edna Monzón de Wilkie. Editorial Jus.